# Van Cliburn

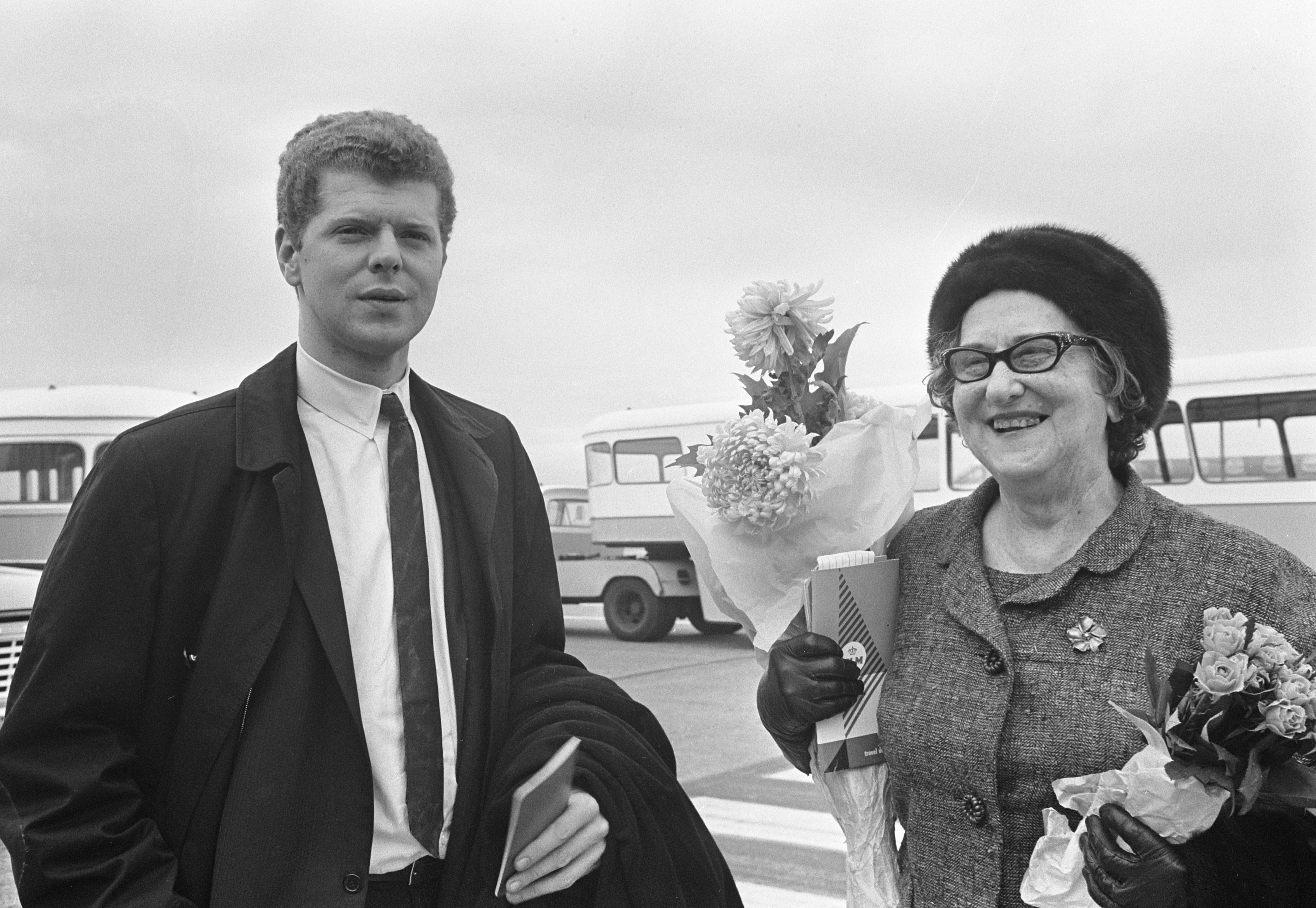
Cliburn en zijn moeder Rildia Bee, die ook zijn manager was, op Schiphol in 1966

Harvey Lavan "Van" Cliburn, Jr. (Shreveport, Louisiana, 12 juli 1934 – Fort Worth, Texas, 27 februari 2013) was een Amerikaanse pianist. Hij werd wereldberoemd door het winnen van het Internationaal Tsjaikovski-concours in 1958 in Moskou.

## Leven en werk
Van Cliburn kreeg op driejarige leeftijd pianoles van zijn moeder Rildia Bee O'Bryan. Zij had les gehad van Arthur Friedheim, een leerling van Franz Liszt. Als zesjarige verhuisde hij naar Kilgore in Texas. Toen hij twaalf was won hij een nationale pianocompetitie, waardoor hij kon debuteren met het Houston Symphony Orchestra. Op de Juilliard School, een conservatorium in New York, kreeg hij les van Rosina Lhevinne in de traditie van de Russische romantische pianoschool. Op twintigjarige leeftijd won hij de Leventritt-competitie en maakte hij zijn debuut in Carnegie Hall.
Cliburn stond bekend om zijn zangerige, vloeiende pianoklank, waarop hij zich speciaal toelegde. Internationale befaamdheid verkreeg hij met het winnen van het eerste Internationaal Tsjaikovski-concours in 1958 in Moskou. Deze competitie ten tijde van de koude oorlog was georganiseerd om de superioriteit van de Sovjet-Unie te bevestigen. Dit in navolging van de lancering van de kunstmatige satelliet Spoetnik in oktober 1957. De uitvoering van Tsjaikovski's Pianoconcert nr. 1 en Rachmaninovs Pianoconcert nr. 3 onder leiding van dirigent Kirill Kondrasjin leverde hem een acht minuten durende ovatie op. De uitslag was 'voorgekookt', waarbij een pianist uit de Sovjet-Unie (de Georgiër Lev Vlassenko) bij voorbaat als winnaar was aangewezen, maar partijleider Chroesjtjov gaf de jury (waarin onder anderen Emil Gilels, Heinrich Neuhaus, Aleksandr Goldenweiser, Svjatoslav Richter, Dmitri Kabalevski en Arthur Bliss) persoonlijk toestemming om de prijs aan de Amerikaan uit te reiken.
Bij terugkeer werd zijn overwinning in New York gevierd met een ticker-tape parade, waarbij de straten volstroomden met publiek. Hij maakte met Kondrasjin, die bij uitzondering de Sovjet-Unie had mogen verlaten, een grote tournee door de Verenigde Staten. Een artikel in het blad Time maakte hem bekend als "de Texaan die Rusland veroverde" en als "Horowitz, Liberace and Presley in één".
Cliburn zette zijn carrière succesvol voort, maar trok zich in 1978 terug uit de openbaarheid. Hij keerde pas terug op het concertpodium in 1987, toen hij werd uitgenodigd te spelen in het Witte Huis voor president Reagan en Sovjet-president Gorbatsjov. Daarna trad hij met tussenpozen op, waarbij zijn uitvoeringen steeds met groot enthousiasme werden ontvangen. Hij heeft opgetreden voor vele staatshoofden in diverse landen en in het bijzonder voor alle opeenvolgende Amerikaanse presidenten, van Eisenhower tot Obama.
Hij had de status van een wereldster, al verwierf hij niet de reputatie van de grootste vertolkers. Zijn repertoire was conventioneel en niet zeer gevarieerd, en breidde zich tijdens zijn carrière nauwelijks uit. Het concert van Tsjaikovski waarmee hij wereldroem had behaald, bleef hij graag ten gehore brengen. Van zijn RCA Victor-opname van dat concert werden meer dan 1 miljoen grammofoonplaten verkocht, toen een uniek aantal in de klassieke platenwereld. Andere pianoconcerten die hij opnam waren die van Schumann, Grieg, Rachmaninov (nr. 2), Beethoven (nr. 3, nr. 4 en nr. 5), Liszt (nr. 1 en nr. 2) en Prokofjev (nr. 3).
Van Cliburn overleed op 78-jarige leeftijd aan botkanker.

## Competitie
Vanaf 1962 wordt om de vier jaar de Van Cliburn International Piano Competition gehouden, waar jong talent zichzelf kan presenteren. Tot de winnaars behoren Radu Lupu (1966) en Cristina Ortiz (1969).